# Heilig-Kreuz-Kirche (Abtei)

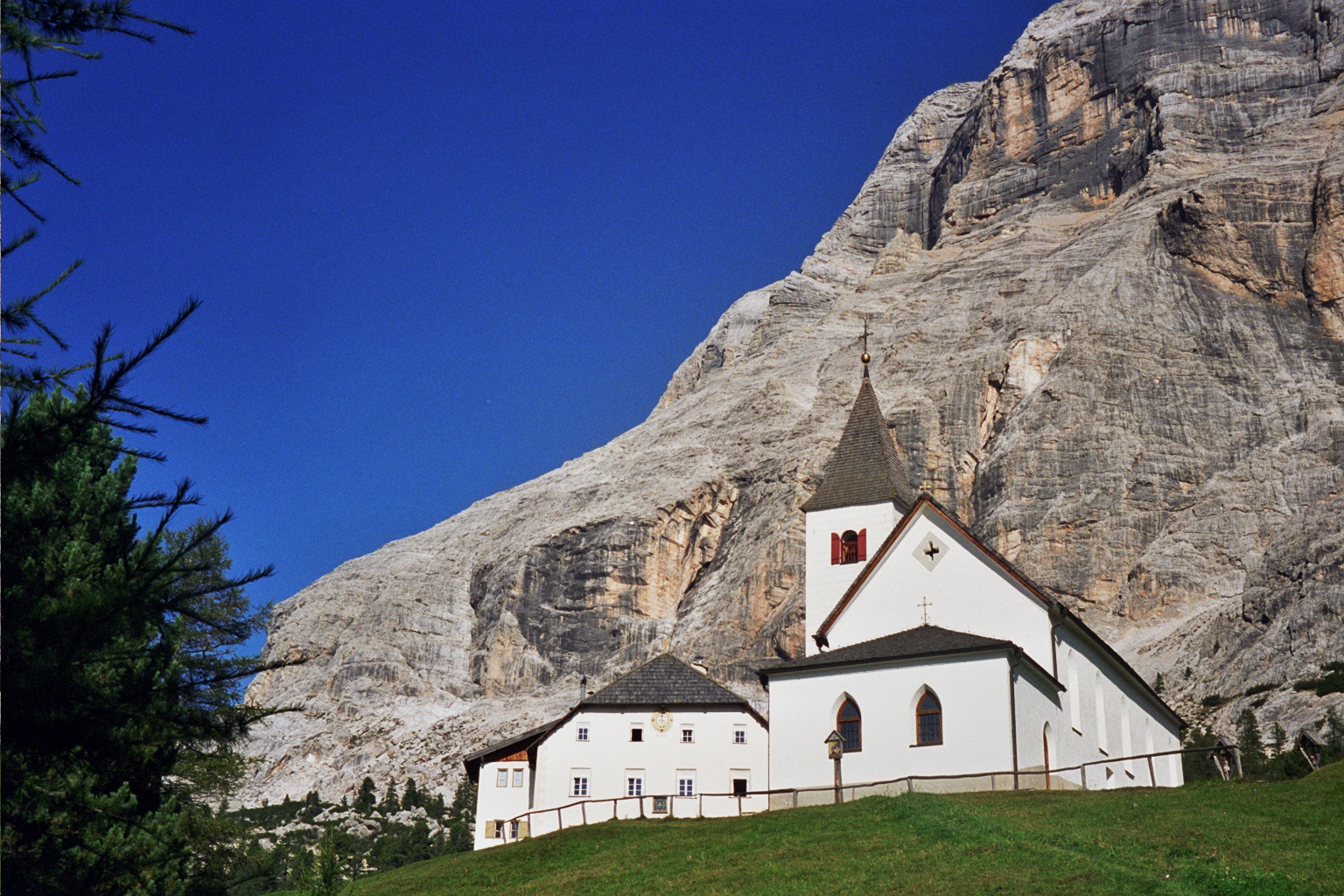
Vor dem Heiligkreuzkofel (Rosskofel)

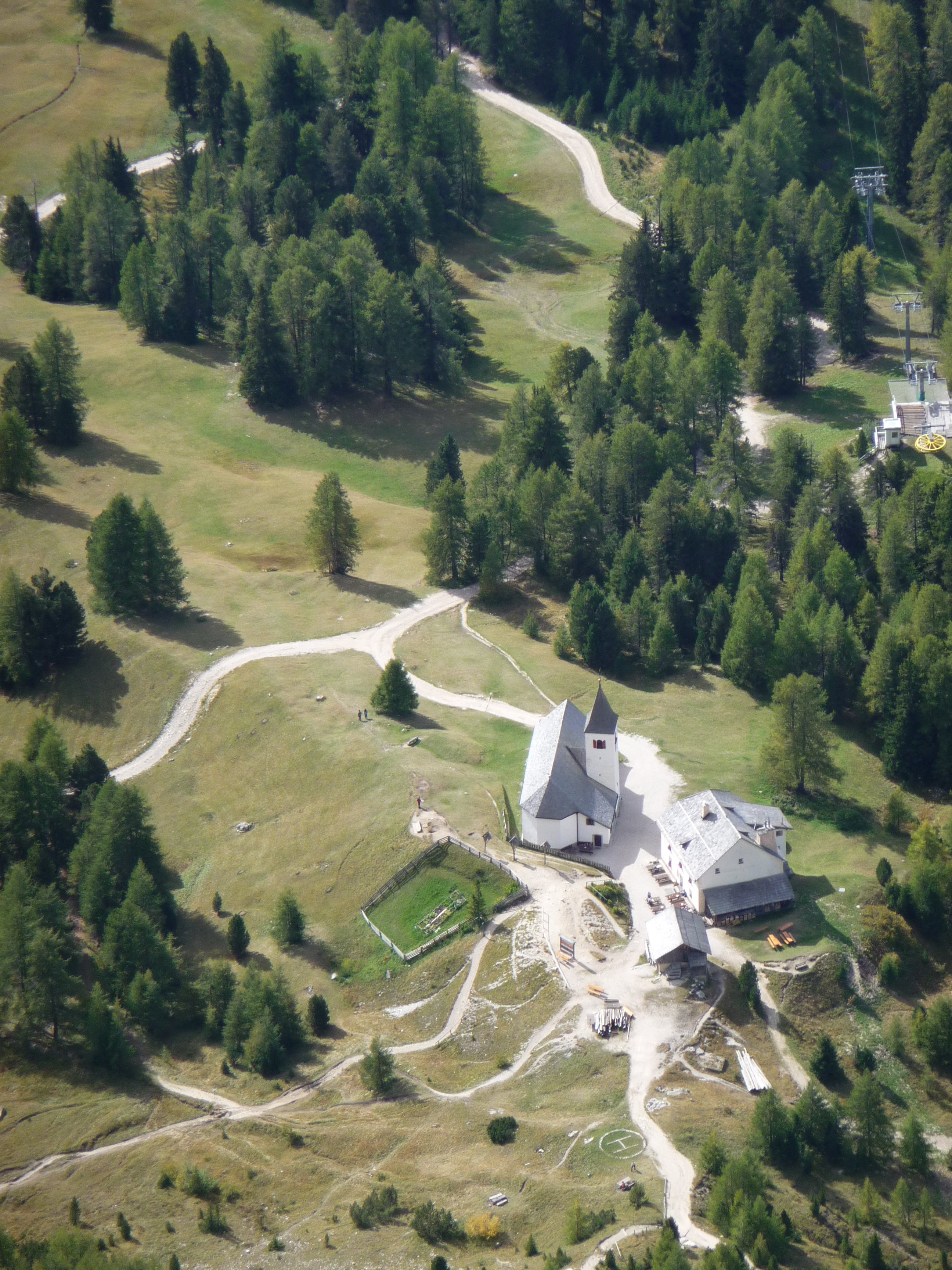
Heilig-Kreuz-Kirche und -Hospiz vom Heiligkreuzkofel aus gesehen

Die Wallfahrtskirche Heilig Kreuz (ladinisch La Crusc, italienisch Santa Croce) liegt auf 2045 m s.l.m. unterhalb der Westwand des Heiligkreuzkofel in der Gemeinde Abtei in Südtirol.

## Geschichte
Die heutige Kirche ist laut einer Urkunde am 18. Mai 1484 vom Bischof Konrad von Brixen (?) geweiht worden. Mitte des 17. Jahrhunderts wurde die Kirche erweitert und erneuert. 1718 wurde das Nachbargebäude erbaut, zunächst als Wohnung für den Mesner und für Pilger. Heute dient das Heiligkreuz-Hospiz als Schutzhaus und Gaststätte. Neben der Kirche sind auch drei Kreuze mit Jesus und den beiden Schächern, die zu seiner linken und rechten Seite mit ihm gekreuzigt wurden. Die Namen der beiden Schächer, die zwar nicht in der Bibel erwähnt werden, sind hier zu finden, genauso wie bei der Kreuzigungsgruppe in der Gaststätte im Hospiz.
Unter Kaiser Joseph II., im Zuge des nach ihm benannten Josephinismus, wurde die Kirche 1786 gesperrt, entweiht und zum Schafstall umgenutzt. Am 15. Juni 1840 wurde die Kirche wieder ihrem ursprünglichen Verwendungszweck zugeführt.

## Wallfahrten
Im Frühjahr unternimmt fast jede Gemeinde des Gadertales eine Wallfahrt nach Heilig Kreuz, die Pfarrei Abtei wandert sogar sechsmal in einer Prozession zum Wallfahrtsort hinauf. Der Kreuzweg mit den Stationen von Wengen zum Beispiel verläuft von Spescia (Spessa) über die Armentarawiesen.